# Ragtime
O ragtime (também ragged-time) é um gênero musical norte-americano que teve seu pico de popularidade entre os anos 1897 e 1918. Tal gênero tem tido vários períodos de renascimento, ainda hoje são produzidas composições. O ritmo foi o primeiro gênero musical autêntico norte-americano.
Começou como música de dança com cunho mais popular, anos antes de ser publicado como partitura popular para piano. Sendo uma modificação da marcha foi primeiramente escrita na tempos 2/4 ou 4/4 com uma predominância da mão esquerda, em um padrão de notas graves em batidas com tempos diferentes e acordes em números de batidas pares, acompanhando uma melodia sincopada na mão direita. Uma composição nesse estilo é chamada de "rag". Uma rag escrita em 3/4 é uma "valsa ragtime".
Ragtime não é um "tempo" (métrica no mesmo sentido que a métrica marcial é 2/4 e a valsa com métrica 3/4). No entanto, é um gênero musical que usa um efeito que pode ser aplicado a qualquer métrica. A característica que define a música ragtime é um tipo específico de sincopação na qual os acentos melódicos ocorrem entre as batidas métricas. Isso resulta em uma melodia que parece evitar algumas batidas na métrica do acompanhamento, através da ênfase de notas que tanto antecipam ou seguem a batida. A última e (intencional) efeito no ouvinte é de fato acentuar a batida, sendo assim induzindo o ouvinte a vibrar com a música.
Scott Joplin, o compositor e pianista conhecido como o "Rei do Ragtime", chamou o efeito de "estranho e intoxicante". Ele também usou o termo "swing" quando descrevia a maneira de tocar ragtime: "Toque devagar até você pegar o swing...". O nome swing posteriormente veio a ser utilizado a um gênero mais antigo de jazz que se desenvolveu a partir do ragtime. Converter uma peça musical qualquer em uma ragtime através da mudança da métrica da melodia é algo conhecido como "aplicar o rag" a uma música. Músicas originais de ragtime usualmente contêm
vários temas distintos, quatro é o número mais comum. De acordo com o New Grove Dictionary of jazz, essa forma musical foi originalmente chamada "ragged time" que por elisão se 
tornou "ragtime".

## Contexto histórico
O ragtime, originário de comunidades musicais afro-americanas no findar do século XIX, possui
elementos dos jigs e de marchas tocados por banda de integrantes negros, comuns em todas as cidades do norte com população de negros. Por volta do início do século XX, o ritmo se tornou amplamente popular em toda a América do Norte e era ouvido e dançado,
apresentado e escrito por muitas subculturas diferentes. Como um distinto estilo musical norte-americano o ragtime pode ser considerado uma síntese da sincopação africana e música clássica européia, 
entretanto, essa descrição é por demais simplificada.

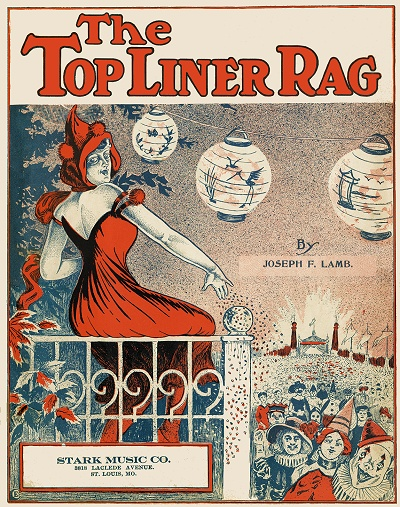
Joseph Lamb 1916
"The Top Liner Rag", um classic rag.

Algumas composições antigas para piano nesse estilo são intituladas como marchas, "jig" e "rag" foram usadas variavelmente em meados da década de 1890  e o ragtime foi também precedido por seu correlato cakewalk. Em 1895, o animador Ernest Hogan publicou duas das mais antigas partituras de rag, uma delas ("All Coons Look Alike to Me")
consequentemente vendeu milhões de cópias. Como colega músico Tom Fletcher disse, Hogan
foi o "primeiro a colocar no papel o tipo de ritmo que estava sendo tocado por músicos que não liam partitura." Enquanto o sucesso da canção ajudou à introdução dos ritmos ragtime no país seu uso com insulto racial criou um número de imitações depreciativas das
músicas, conhecidas como "coon songs" em razão do seu uso de extremo racismo e imagens com estereótipo de negros. Com o passar do tempo Hogan admitiu vergonha e senso de "traição racial" para a canção enquanto também expressava orgulho
através da ajuda em trazer o ragtime para um público mais amplo.
A urgência de um ragtime mais maduro é usualmente datado ser em 1897, o ano em que várias músicas no estilo foram publicadas. Em 1899, "Maple Leaf Rag" de Scott Joplin foi publicado a qual se tornou um grande sucesso e demonstrava mais vigor e sofisticação
do que rags antigos. O Ragtime foi uma das principais influências no desenvolvimento inicial de jazz (juntamente com o blues). Alguns artistas, tais como Jelly Roll Morton, estavam presentes e fizeram apresentações tanto nos estilos ragtime e no jazz, durante o período em que os dois gêneros se sobrepuseram.
O jazz transcendeu amplamente o ragtime no gosto popular no início da década de 1920, entretanto as composições de ragtime continuam até hoje e há sempre um renascimento do interesse popular no ragtime que ocorreu nas décadas de 1950 e 1970. Algumas autoridades consideram o ragtime ser uma forma de música clássica. No apogeu do ragtime predominou a disponibilidade da gravação de discos. Assim como a música clássica, e diferente do jazz, o ragtime clássico era e ainda é primeiramente uma tradição escrita, sendo distribuída em partituras ao invés de gravações ou por imitação de shows ao vivo.
A música ragtime era também distribuída através do rolo de piano para pianolas. Uma tradicional folk ragtime também existiu antes e durante o período clássico do ragtime (um termo cunhado pelo divulgador de Scott Joplin, John Stark), sendo manifestado em grande parte através de grupos de cordas, banjo e clubes de bandolim (houve a eclosão de popularidade durante o início do século XX) e outros.
Uma forma conhecida como novelty piano (ou novelty ragtime) emergiu por o rag tradicional estava perdendo popularidade. Onde o tradicional ragtime dependia de pianistas amadores e venda de partituras, o novelty rag se beneficiou de novos avanços na tecnologia de rolos de piano e gravação fonográfica para que fosse possível um estilo de rag mais complexo, pirotécnico e mais parecido com uma performance.
Um dos mais importantes entre os compositores de novelty rag é Zez Confrey, cujo "Kitten on the Keys" se popularizou o estilo em 1921. Ragtime também serviu como raiz para o estilo 
stride piano, um estilo mais de piano popular voltado para o improviso nas décadas de 1920 e 1930. Elementos do ragtime foram se encorporando em boa parte da música popular norte-americana do início do século XX. O ragtime também atuou de forma muito
dinâmica no desenvolvimento do estilo musical, posteriormente conhecido como "Piedmont blues"; de fato, muito da música tocada por tais artistas do gênero, tais como Reverend Gary Davis, Blind Boy, Elizabeth Cotten e Etta Baker, podem ser referidos como "violão ragtime".
Entretanto, a maioria dos temas ragtime foram escritos para piano, cópias para outros instrumentos e grupos são comuns, nomeadamente estão incluídos os arranjos de Gunther Schuller dos rags de Joplin. Ocasionalmente, ragtime foi originalmente escrito para grupos (particularmente bandas de dança e bandas de instrumentos de sopro), ou como canções. Joplin tinha uma infindável ambição para a síntese dos mundos do ragtime e ópera, para tal fim a ópera Treemonisha foi escrita; mas não foi apresentada quando ele era vivo. Na verdade, a partitura foi esquecida por décadas, sendo redescoberta em 1970; foi apresentada em várias produções desde então.
Uma ópera mais antiga de Joplin, A guest of Honor, foi perdida.

## Estilos de Ragtime
.Blake, George Botsford, Zez Confrey, Ben Harney, Charles L. Johnson, Luckey Roberts, Paul Sarebresole, Wilbur Sweatman e Tom Turpin.
Entre os compositores modernos de ragtime estão o William Bolcom, William Albright, David Thomas Roberts, Frank French, Trebor Tichenor, Mark Birnbaum, Reginald R. Robinson e Tom Brier.

## Trechos musicais
- Clique aqui para o download da música

"The Wagon" ragtime da livraria do Congresso Americano
Gordon Collection; um ragtime antigo cantado por Ben Harney em 
Philadelphia, Pennsylvania no ano de 1925